# Anthracia
Anthracia is een geslacht van vlinders van de familie uilen (Noctuidae), uit de onderfamilie Acronictinae.

## Soorten
- Anthracia ephialtes (Hübner, 1822)
- Anthracia eriopoda (Herrich-Schäffer, 1851)
- Anthracia turcomanica Christoph, 1893